# مارك غودوين
مارك غودوين (بالإنجليزية: Mark Goodwin)‏ هو لاعب كرة قدم بريطاني في مركز الدفاع، ولد في 23 فبراير 1960 في شفيلد في المملكة المتحدة. لعب مع ليستر سيتي.